# Laura csillaga (film)
A Laura csillaga (eredeti cím: Laura's Stern) 2004-ben bemutatott német–bolgár–amerikai 2D-s számítógépes animációs film, amely magyar animációs alkotók közreműködésével készült, Klaus Baumgart mesekönyve alapján. Az animációs játékfilm rendezői Thilo Graf Rothkirch és Piet De Rycker, producerei Maya Grafin Rothkirch és Thilo Graf Rothkirch. A forgatókönyvet Piet De Rycker írta, a zenéjét Hans Zimmer és Nick Glennie-Smith szerezte. A mozifilm a Rothkirch Cartoon Film, a MotionWorks és a Animationsfabrik, a Warner Bros. forgalmazásában jelent meg. 
Németországban 2004. szeptember 19-én mutatták be a mozikban, Magyarországon két szinkronos változat is készült belőle, amelyekből az elsőt az HBO-n 2007. június 16-án, a másodikat az RTL Klub-on vetítették le a televízióban.

## Rövid cselekmény
Laura, a történet főszereplője, aki családjával városba költözik. El kellett hagynia a békés vidéket és barátait. Nehéz megszoknia az új házat és az ismeretlen környéket. Esténként az ablakból nézelődik, és egy alkalommal meglepetten látja, ahogy egy csillag lehull a járdára, épp a házuk elé. Boldogan szalad érte, és a szobájába viszi. Másnap reggelre a csillag eltűnik, és a keresésére indul. Közben új barátra is lel, egy fiúra, akinek neve, Max.

## Szereplők
| Szereplő        | Eredeti hang          | Magyar hang                               | Magyar hang                         | Magyar hang |
| Szereplő        | Eredeti hang          | 1. magyar szinkron (HBO, 2007)            | 2. magyar szinkron (RTL Klub, 2009) |             |
| --------------- | --------------------- | ----------------------------------------- | ----------------------------------- | ----------- |
| Laura           | Céline Vogt           | Csuha Bori                                | N/A                                 |             |
| Max             | Maximilian Artajo     | Molnár Levente                            | N/A                                 |             |
| Tommy           | Sandro Iannotta       | Penke Bence                               | N/A                                 |             |
| Papa            | Heinrich Schafmeister | Czvetkó Sándor                            | Csík Csaba Krisztián                |             |
| Mama            | Brit Gülland          | Kiss Virág                                | Törtei Tünde                        |             |
| Játékmackó      | Hildegard Krekel      | Kapácsy Miklós                            | N/A                                 |             |
| Házmester       | Mogens von Gadow      | Cs. Németh Lajos                          | N/A                                 |             |
| Takarítónő      | Hildegard Krekel      | Nagy Rita                                 | N/A                                 |             |
| Rosszcsont fiúk | N/A                   | Pálmai Szabolcs Penke Soma Timon Barnabás | N/A                                 |             |

## Szinkronstábok
| Magyar változat munkatársai | 2007            | 2009           |
| --------------------------- | --------------- | -------------- |
| Felolvasó                   | Tóth G. Zoltán  | Tóth G. Zoltán |
| Magyar szöveg               | Liszkay Szilvia | N/A            |
| Hangmérnök                  | Farkas László   | N/A            |
| Vágó                        | Göblyös Attila  | N/A            |
| Gyártásvezető               | Újréti Zsuzsa   | N/A            |
| Szinkronrendező             | Pócsik Ildikó   | N/A            |
| Produkciós vezető           | Végh Ödön       | –              |
| Szinkronstúdió              | HBO             | N/A            |

## Magyar animációs tervezők
- Darko Belevski
- Szórády Csaba
- Nyírő Erzsébet
- Tóth Lajos
- Baumgartner Zsolt
- Lakatos István
- Éber Magda
- Varga Erika
- Bakos Magda
- Pichler Gábor
- Balajthy László
- Erdei Miklós
- Gyapai Tamás
- Vitális Zoltán
- Schibik József
- Feyér Ákos
- Tari József
- Klotz László
- Prell Oszkár
- Huszák Tibor
- Nyúl Zsuzsanna
- Szalay Edit
- Javorniczky Nóra
- Timbusz Béla
- Nagy Lajos
- Tóth Roland
- Lázár Zoltán
- Pasitka Hermann

## Televízió megjelenések
- 1. magyar szinkron: HBO
- 2. magyar szinkron: RTL Klub